# غرندايزر (مجلة)
مجلة غرندايزر هي مجلة لبنانية أسبوعية تصدر صباح كل أربعاء عن دار ميوزيك ببيروت، وهي مترجمة من مجموعة مارفل للقصص المصورة، صدرت أول مرة عام 1966م. تُوجه المجلة إلى سن الثامنة حتى ما فوق العشرين، باعتبار أن المجلة تعتمد على القصص المصورة، من شخصياتها: غرندايزر، ودايسكي، وهيكارو، كما تنشر المجلة قصص «الرجل العنكبوت» كاملةً. تنشر المجلة 20 صفحة ألوان من القصص الكرتونية من بين 32 صفحة ملونة ذات قطع 17×24 سم، وليس هناك إشارة إلى المؤلفين أو الرسامين في المجلة لكن كل المواد تخص شركة مارفل، ولا تحوي المجلة على مسابقات، رغم وجود التسالي في بعض الأحيان.
تخلو المجلة من الملاحق وصور القراء، وتعتمد الشخصيات على قصص من الخيال العلمي الخارق. على الغلاف الأول إشارة إلى أن الهدف من المجلة ترفيهي، سعر المجلة 1000 ليرة في لبنان عام 1988م. وفي مصر 1,5 جنيه، وتعتمد المجلة أحياناً على الإعلانات الخاصة بالأطفال والشباب.